# Kaleva (tidning)

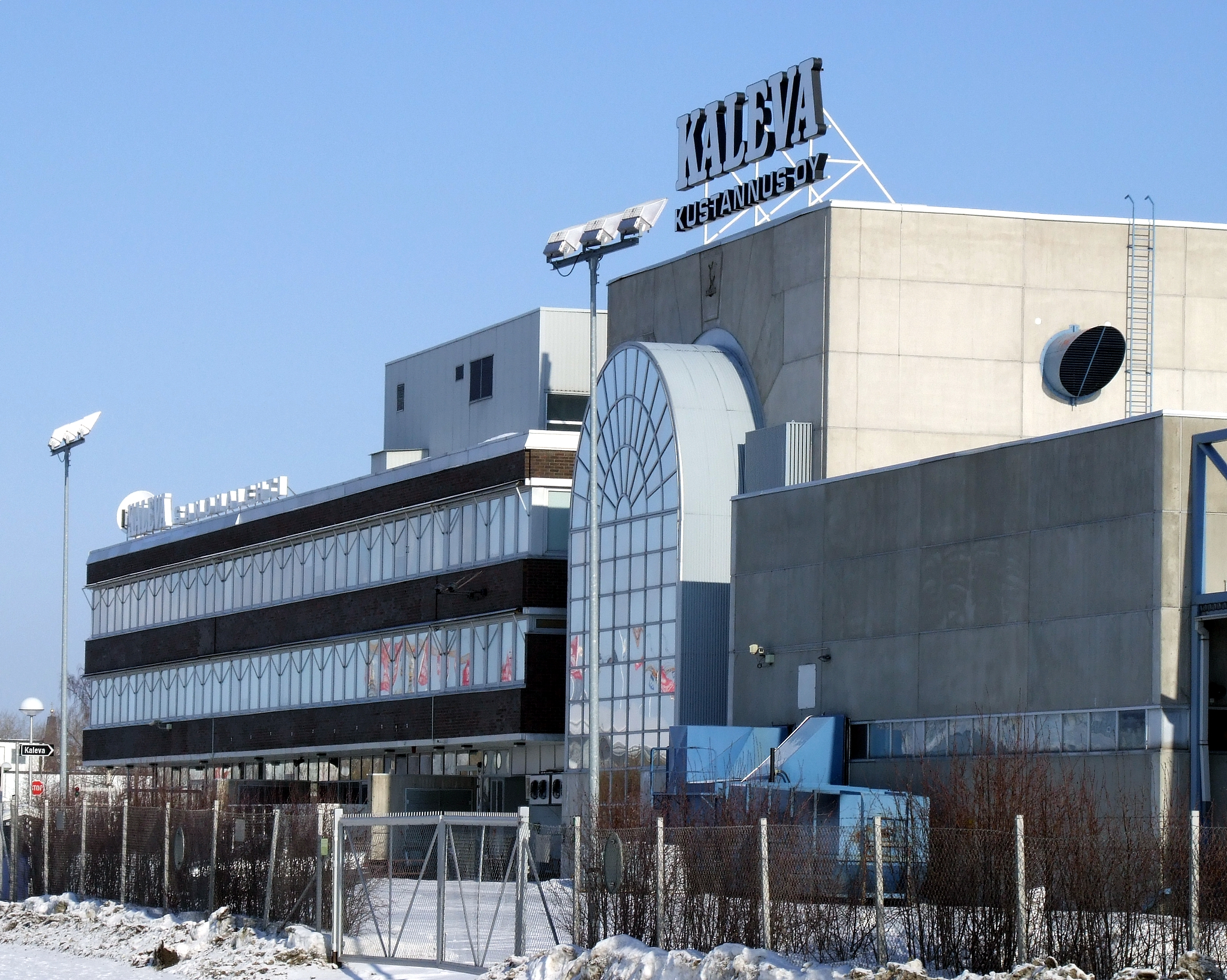
Kaleva redaktion i Karjasilta.

Kaleva är en finskspråkig dagstidning som började utkomma i Uleåborg 1899. 
Tidningen grundades av advokaten Juho Raappana och är politiskt oberoende. Upplaga var 2007 på 81 593. 

## Redaktörer
- Juho Raappana 1899–1904
- Jaakko Tervo 1904–1910
- Kaarlo Sovijärvi 1910–1914
- Jaakko Laurila 1914–1917
- Heikki Kokko 1917–1918
- Jussi Oksanen 1919–1925
- Frans Keränen 1925–1928
- Heikki Hyppönen 1928–1929
- Jussi Oksanen 1930–1944
- Valde Näsi 1945–1966
- Esko Saarinen 1966–1976
- Erkki Teikari 1976–1977
- Teuvo Mällinen 1977–2001
- Risto Uimonen 2001–2008
- Markku Mantila 2009